# Круглов, Михаил Алексеевич
Михаил Алексеевич Круглов — советский хозяйственный, государственный и политический деятель, генерал-майор.

## Биография
Родился в 1927 году в деревне Гляден. Член КПСС.
С 1942 года — на хозяйственной, общественной и политической работе. В 1942—1986 гг. — бригадир электроцеха паровозного депо станции Тайга Акмолинской области, техник, старший техник, старший инженер технического отдела высоковольтного сетевого района «Красноярскэнерго», оперуполномоченный, старший оперуполномоченный 2-го отдела УМГБ по Красноярскому краю, на должностях оперативного и руководящего 
состава в УКГБ по Саратовской области, начальник подразделения, член Совета при начальнике УКГБ по Воронежской области, заместитель начальника УКГБ по Воронежской области, старший инспектор Инспекторского управления КГБ СССР, начальник УКГБ по Кемеровской области. 
Делегат XXVI и XXVII съездов КПСС.
Жил в Москве.